# Округ Ејмит (Мисисипи)
Ејмит (енгл. Amite County) је округ у америчкој савезној држави Мисисипи.

## Демографија
По попису из 2010. године број становника је 13.131, што је 468 (-3,4%) становника мање него 2000. године.
| Група             | 2000.         | 2010.         |
| Белци             | 7.636 (56,2%) | 7.516 (57,2%) |
| Афроамериканци    | 5.800 (42,7%) | 5.427 (41,3%) |
| Азијати           | 11 (0,1%)     | 12 (0,1%)     |
| Хиспаноамериканци | 113 (0,8%)    | 110 (0,8%)    |
| Укупно            | 13.599        | 13.131        |